# 诺伊恩基希
諾伊恩基爾赫是瑞士的城鎮，位於該國中部，由琉森州負責管轄，面積25.48平方公里，七成土地是農業用地，海拔高度552米，2011年人口6,147，人口密度每平方公里241人。